# Kunderberg (heuvel)
Kunderberg is een natuurgebied en heuvel in de gemeente Voerendaal in de Nederlandse provincie Limburg. Het natuurgebied ligt ten zuidoosten van de plaats Kunrade en ten noorden van Ubachsberg. Het gebied is een Natura 2000-gebied en omvat 95 hectare. De heuvel heeft een hoogte van circa 180 meter boven NAP. Tot dit gebied behoort niet alleen de eigenlijke Kunderberg, maar ook de Daalsberg, Geulkerberg, Putberg en Keverberg.
Aan de noordzijde ligt de A79 en aan de oostzijde de A76. Waar deze twee kruisen ligt knooppunt Kunderberg.

## Geologie
Het natuurgebied ligt op de flank van het Plateau van Ubachsberg met op de noordrand de Kunraderbreuk. Ten westen wordt de heuvel begrensd door het Droogdal van Kunrade, in het zuidoosten door het Droogdal de Dael en ten noordoosten door het Geleenbeekdal. Ten zuidoosten van Kunderberg ligt aan de overzijde van het droogdal de Putberg. Het gebied heeft dagzomend kalkgesteente, soortenrijke kalkgraslanden en enkele kalksteengroeves en een oude kalkoven, de Kalkoven Koffiepotje.

## Natuur
Op de kalkgraslanden groeien zeldzame planten, zoals kalkwalstro, duitse gentiaan, wilde weit en echte gamander. Er leven dieren als hamster, ondergrondse woelmuis, das, steenmarter, kwartel en zeldzame amfibieën en insecten.

## Routes

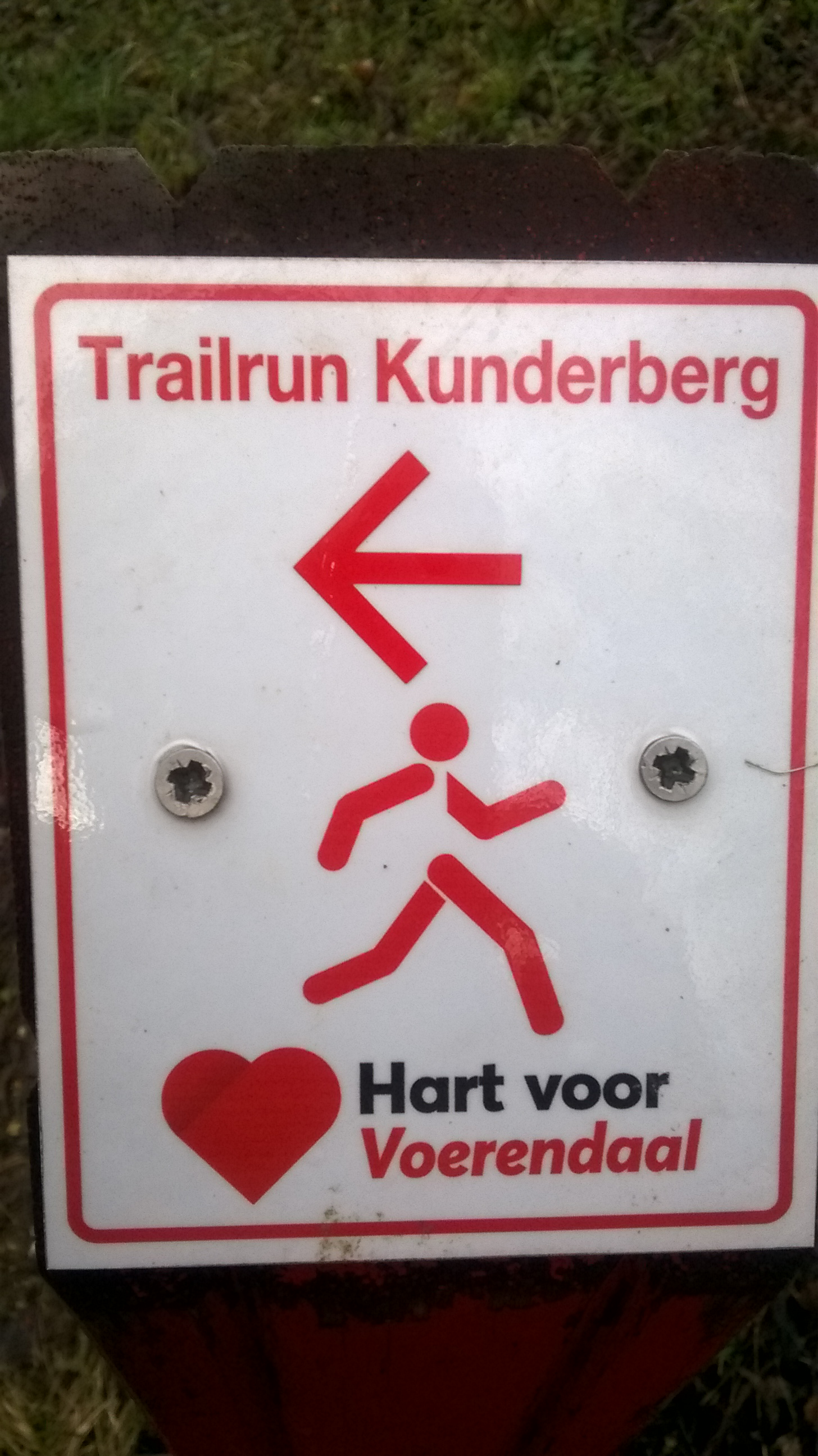
Routebordje hardloopronde Kunderberg

Diverse bewegwijzerde wandelroutes lopen door het gebied. Een aantal beginnen in Kunrade, maar ook starten er wat in Ubachberg. Bij de Bergseweg, aan het begin van de Sillenweg, begint een bewegwijzerde hardloopronde van 8,3 kilometer. Deze wordt de trailrunroute genoemd en deze is op 25 juni 2018 geopend. De route is aangeven door rode paaltjes met rood-witte bordjes. Ook staat er op elke hele kilometer een rood paaltje. Deze hardlooproute gaat eerst door de Sillenweg en slaat vervolgens rechtsaf, waar hij enkele honderden meters over de weg Kunderberg loopt. Daarna loopt de route honderden meters op het plateau ten oosten van de weg Kunderberg, waarna hij linksaf slaat en naar beneden gaat op Klein Weegske. Beneden aangekomen maakt de route een scherpe hoek naar de Breedenweg. Na ruim 200 meter over deze weg slaat hij linksaf een smal wandelpad in, dat langs de graften loopt tot de Daelsweg. Bij deze weg is een scherpe hoek en stijgt de route een meter of dertig. Bij de kruising van de Breedeweg is een haakse bocht en daalt de route geleidelijk naar de buurtschap Kunderberg. Na de Sillenweg in tegengestelde richting te hebben gevolgd vergeleken met het begin, komt de route weer aan bij de Bergseweg. De totale stijging is 86 meter en de maximale stijgingsgraad is vijf procent.
Aamsveen (gebiedsnummer 55)
· Abdij Lilbosch & voormalig Klooster Mariahoop (151)
· Abtskolk & De Putten (162)
· Achter de Voort, Agelerbroek & Voltherbroek (47)
· Arkemheen (56) 
· Bakkeveense Duinen (17)
· Bargerveen (33)
· Bekendelle (63)
· Bemelerberg & Schiepersberg (156)
· Bergvennen & Brecklenkampse Veld (46)
· Biesbosch (112)
· Binnenveld (voorheen Bennekomse Meent) (65)
· Boddenbroek (52)
· Het Bossche Broek (132)
· Boetelerveld (41)
· Boezems Kinderdijk (106)
· Borkeld (44)
· Boschhuizerbergen (144)
· Botshol (83)
· Brabantse Wal (128)
· Broekvelden, Vettenbroek & Polder Stein (104)
· Bruine Bank (168)
· Brunssummerheide (155)
· Bunder- en Elslooërbos (153)
· Buurserzand & Haaksbergerveen (53)
· Canisvlietse Kreek (125)
· Coepelduynen (96)
· De Bruuk (69)
· Deelen (14)
· De Alde Feanen (13)
· De Wilck (102)
· Deurnsche Peel & Mariapeel (139) 
· Dinkelland (49)
· Doggersbank (164)
· Donkse Laagten (107)
· Drents-Friese Wold & Leggelderveld (27)
· Drentsche Aa-gebied (25)
· Drouwenerzand (26)
· Duinen Ameland (5) 
· Duinen Den Helder-Callantsoog (84)
· Duinen en Lage Land Texel (2) 
· Duinen Goeree & Kwade Hoek (101) 
· Duinen Schiermonnikoog (6) 
· Duinen Terschelling (4) 
· Duinen Vlieland (3) 
· Dwingelderveld (30)
· Eemmeer & Gooimeer Zuidoever (77)
· Eilandspolder (89)
· Elperstroomgebied (28)
· Engbertsdijksvenen (40) 
· Fochteloërveen (23)
· Friese Front (166)
· Gelderse Poort (67)
· Geleenbeekdal (154)
· Geuldal (157)
· Grensmaas (152)
· Grevelingen (115)
· Groot Zandbrink (80)
· Groote Gat (124)
· Groote Peel (140) 
· Groote Wielen (9)
· Haringvliet (109)
· Holtingerveld (29)
· Hollands Diep (111)
· IJsselmeer (72)
· Ilperveld, Varkensland, Oostzanerveld & Twiske (92)
· Kampina & Oisterwijkse Vennen (133)
· Kempenland-West (135)
· Kennemerland-Zuid (88)
· Ketelmeer & Vossemeer (75)
· Klaverbank (165)
· Kolland en Overlangbroek (81)
· Kop van Schouwen (116)
· Korenburgerveen (61)
· Krammer-Volkerak (114)
· Kunderberg (158)
· Landgoederen Brummen (58)
· Landgoederen Oldenzaal (50)
· Langstraat (130)
· Lauwersmeer (8)
· Leekstermeergebied (19)
· Leenderbos, Groote Heide & De Plateaux (136)
· Lemselermaten (48)
· Lepelaarplassen (79)
· Leudal (147)
· Liefstinghsbroek (21)
· Lingegebied en Diefdijk Zuid (70)
· Loevestein, Pompveld & Kornsche Boezem (71)
· Lonnekermeer (51)
· Leemkuilen (131)
· Loonse en Drunense Duinen (131)
· Maasduinen (145)
· Maas bij Eijsden (167)
· Manteling van Walcheren (117)
· Mantingerbos (31)
· Mantingerzand (32)
· Markermeer & IJmeer (73)
· Markiezaat (127)
· Meijendel & Berkheide (97)
· Moerputten (132)
· Meinweg (149)
· Naardermeer (94)
· Nieuwkoopse Plassen & De Haeck (103)
· Noorbeemden & Hoogbos (161)
· Noordhollands Duinreservaat (87)
· Noordzeekustzone (7) 
· Norgerholt (22)
· Oeffelter Meent (141)
· Olde Maten & Veerslootslanden (37)
· Oostelijke Vechtplassen (95)
· Oosterschelde (118)
· Oostvaardersplassen (78)
· Oude Maas (108)
· Oudegaasterbrekken, Fluessen en omgeving (10)
· Oudeland van Strijen (110)
· Polder Westzaan (91)
· Polder Zeevang (93)
· Regte Heide & Riels Laag (134)
· Roerdal (150)
· Rottige Meenthe & Brandemeer (18)
· Sallandse Heuvelrug (42)
· Sarsven en De Banen (146)
· Savelsbos (160)
· Schoorlse Duinen (86)
· Sint-Jansberg (142)
· Sint Pietersberg & Jekerdal (159)
· Sneekermeergebied (12)
· Solleveld & Kapittelduinen (99)
· Springendal & Dal van de Mosbeek (45)
· Stelkampsveld (60)
· Strabrechtse Heide & Beuven (137)
· Swalmdal (148)
· Teeselinkven (59)
· Uiterwaarden IJssel (38)
· Uiterwaarden Lek (82)
· Uiterwaarden Neder-Rijn (66)
· Uiterwaarden Waal (68)
· Uiterwaarden Zwarte Water en Vecht (36)
· Ulvenhoutse Bos (129)
· Van Oordt's Mersken (15)
· Vecht- en Beneden-Reggegebied (39)
· Veerse Meer (119)
· Veluwe (57)
· Veluwerandmeren (76)
· Vlakte van de Raan 163)
· Vlijmens Ven (132)
· Vogelkreek (126)
· Voordelta (113) 
· Voornes Duin (100) 
· Waddenzee (1) 
· Weerribben (34)
· Weerter- en Budelerbergen & Ringselven (138)
· Westduinpark & Wapendal (98)
· Westerschelde & Saeftinghe (122)
· Wieden (35)
· Wierdense Veld (43)
· Wijnjeterper Schar (16)
· Willinks Weust (62)
· Witte en Zwarte Brekken (11)
· Witte Veen (54)
· Witterveld (24) 
· Wooldse Veen (64)
· Wormer- en Jisperveld & Kalverpolder (90)
· Yerseke en Kapelse Moer (121)
· Zeldersche Driessen (143)
· Zoommeer (120)
· Zouweboezem (105)
· Zuidlaardermeergebied (20)
· Zwanenwater & Pettemerduinen (85)
· Zwarte Meer (74)
· Zwin & Kievittepolder (123)